# 日本地方公共團體列表
日本全國分為1都、1道、2府、43縣。都、道、府、縣下設市、町、村。此外還有23個特別區。日本在1991年2月1日時共有655個市、1999個町和587個村，合計3,264個市町村。在經過市町村合併后，2012年4月1日時，計有787個市、23個特別區、748個町、184個村、合計1,742個市町村級行政區。2018年10月1日時，計有792個市、23個特別區、743個町、183個村、合計1,741個市町村級行政區。

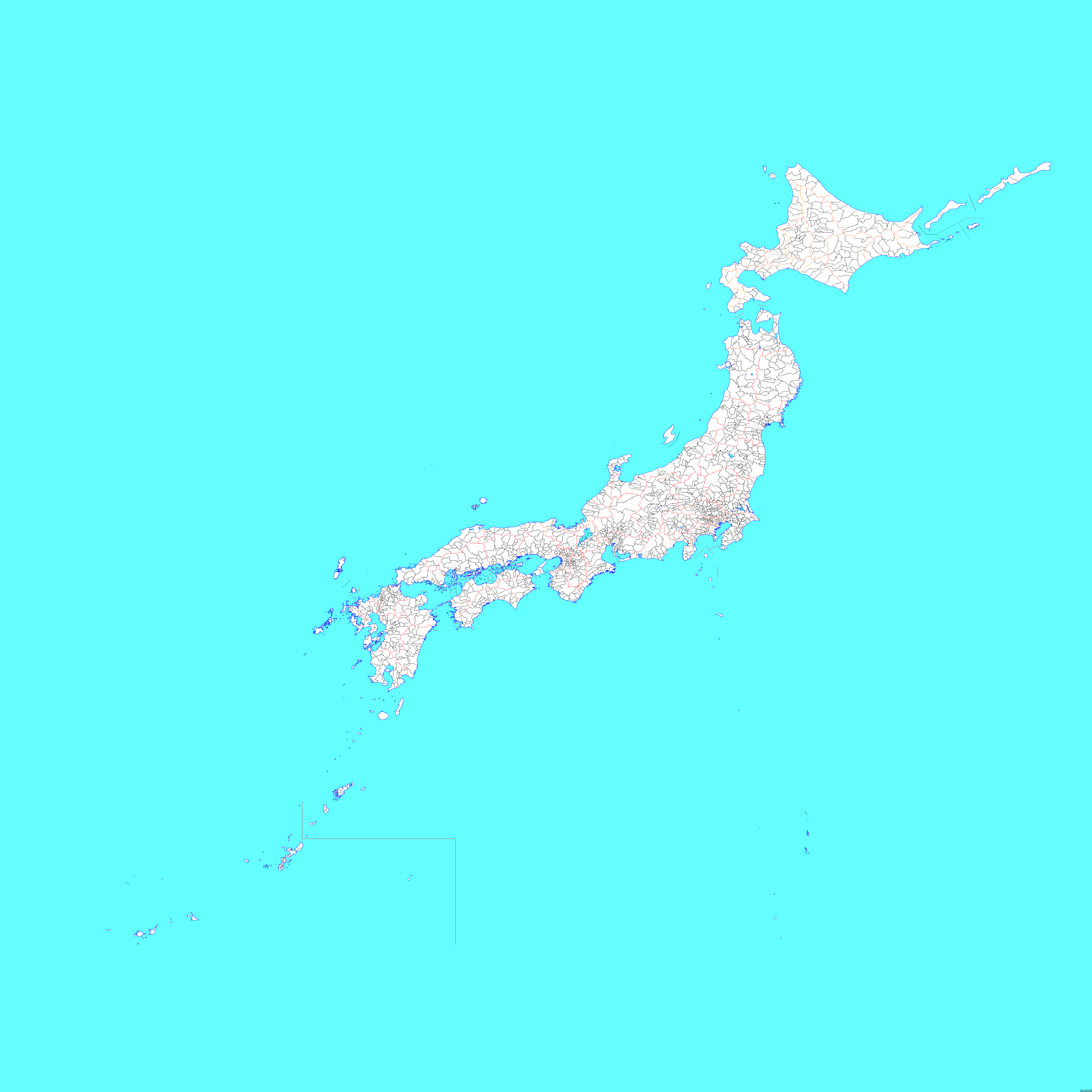
日本的市区町村级行政区划（包括争议领土）

## 外部連結
- （日語）地方公共團體編號地址一覽 - （財）地方自治情報中心網頁